# Самійлівка (Роздільнянський район)
Самі́йлівка — село в Україні, у Захарівській селищній громаді Роздільнянського району Одеської області. Населення становить 107 осіб.
До 17 липня 2020 року було підпорядковане Захарівському району, який був ліквідований.

## Населення
Згідно з переписом 1989 року населення села становило 145 осіб, з яких 53 чоловіки та 92 жінки.
За переписом населення 2001 року в селі мешкало 105 осіб.

### Мова
Розподіл населення за рідною мовою за даними перепису 2001 року:
| Мова       | Відсоток |
| ---------- | -------- |
| українська | 76,64 %  |
| молдовська | 23,36 %  |